# Helen Broderick
Helen Broderick (* 11. August 1891 in Philadelphia, Pennsylvania; † 25. September 1959 in Beverly Hills, Los Angeles, Kalifornien) war eine US-amerikanische Theater- und Filmschauspielerin mit irisch-deutschen Wurzeln.

## Leben
Helen Broderick kam 1891 als Tochter des Opernsängers William E. Broderick und der auch unter dem Künstlernamen Mariani bekannten Opernsängerin Emma Krause (1865–1948) zur Welt. Auch Brodericks Tanten Bertha und Ida Krause waren als Opernsängerinnen tätig. Helen Broderick besuchte öffentliche Schulen in ihrer Heimatstadt Philadelphia und in Boston. Trotz Einwänden seitens ihrer Eltern begann sie im Alter von 14 Jahren als Revuetänzerin aufzutreten. Im Jahr 1907 debütierte sie mit den Ziegfeld Follies am Broadway, wo ihr komödiantisches Talent neben Gesang und Tanz sie schon bald für humorig angelegte Rollen in Musicals prädestinierte. Nach Einsätzen in Musicalkomödien wie The Yankee Girl und Jumping Jupiter trat sie mit ihrem Ehemann, dem Komiker Lester Crawford (1882–1962), mehrere Jahre lang in Vaudeville-Theatern auf. 1923 kehrte Broderick an den Broadway zurück, wo sie erneut vorzugsweise in Musicals besetzt wurde, so etwa in den Irving-Berlin-Hits The Band Wagon und As Thousands Cheer.
Anfang der 1930er Jahre übernahm sie erste Filmrollen – zunächst in Kurzfilmen, die in ihrem damaligen Wohnort New York City entstanden, dann auch in Hollywood. 1931 war sie unter der Regie von Lloyd Bacon neben ihrem Ehemann in 50 Million Frenchmen, einer Leinwandadaption des gleichnamigen Cole-Porter-Musicals, in der Rolle einer amerikanischen Touristin zu sehen, die sie bereits am Broadway gespielt hatte. Die New York Times attestierte dem Film, in dem die Porter-Songs keine Verwendung fanden, nur wenig amüsante Momente, doch habe Broderick „das beste aus ihrer Rolle“ gemacht. Ab Mitte der 1930er Jahre bei RKO Pictures unter Vertrag, folgten komische Nebenrollen an der Seite von Fred Astaire und Ginger Rogers in den Filmmusicals Ich tanz’ mich in dein Herz hinein (1935) und Swing Time (1936), in denen Broderick jeweils als sarkastische Freundin von Rogers auftrat. In der Kriminalkomödie Murder on a Bridle Path spielte sie neben James Gleason die weibliche Hauptrolle der altjüngferlichen Detektivin Hildegarde Withers. In der Filmkomödie The Bride Walks Out stand sie neben Barbara Stanwyck vor der Kamera. 1938 wechselte sie zu Universal Pictures, wo sie zunächst unter Henry Kosters Regie die Filmkomödie Wirbelwind aus Paris (1938) mit Danielle Darrieux und Douglas Fairbanks Jr. drehte. Bei MGM kam sie 1939 neben Robert Taylor in dem Western Auf in den Kampf von Regisseur W. S. Van Dyke zum Einsatz. Ihren letzten Leinwandauftritt hatte sie in dem Deanna-Durbin-Film Ich sing’ mich in dein Herz hinein (1946).
Broderick starb 1959 im Alter von 68 Jahren in Beverly Hills. Ihr Grab befindet sich auf dem Ferndale Cemetery in Johnstown, New York. Ihr Sohn war der Schauspieler Broderick Crawford.

## Filmografie (Auswahl)
- 1931: 50 Million Frenchmen
- 1935: Ich tanz’ mich in dein Herz hinein (Top Hat)
- 1935: To Beat the Band
- 1936: Love on a Bet
- 1936: Murder on a Bridle Path
- 1936: The Bride Walks Out
- 1936: Swing Time
- 1936: Smartest Girl in Town
- 1937: We’re on the Jury
- 1937: She’s Got Everything
- 1938: Wirbelwind aus Paris (The Rage of Paris)
- 1938: The Road to Reno
- 1939: Auf in den Kampf (Stand Up and Fight)
- 1939: Naughty But Nice
- 1939: Honeymoon in Bali
- 1940: The Captain Is a Lady
- 1940: No, No, Nanette
- 1941: Father Takes a Wife
- 1943: Stage Door Canteen
- 1944: Three Is a Family
- 1945: Love, Honor and Goodbye
- 1946: Ich sing’ mich in dein Herz hinein (Because of Him)